# Vega Colonnese
Vega Colonnese (Santa Maria Capua Vetere, 8 aprile 1979) è una politica italiana.

## Biografia
Dopo un'esperienza lavorativa a Milano presso Emergency, è candidata alle elezioni regionali in Campania del 2010 con il Movimento 5 Stelle, senza essere eletta.
Alle elezioni politiche del 2013 viene eletta deputata della XVII legislatura della Repubblica Italiana nella circoscrizione XIX Campania 1 per il Movimento 5 Stelle.
Il 4 luglio 2013 rilasciò un'intervista al Corriere del Mezzogiorno nella quale dichiara: «Partiremo con la decisione di ricevere uno stipendio coerente con i canoni italiani, 5.000 euro lordi, al netto forse 3.000. Un ottimo stipendio ma ragionevole. La parte che rifiuteremo la restituiremo allo Stato o andrà in un fondo per le micro imprese. Sui tagli gli altri partiti dicono di essere d'accordo: mi aspetto una risposta da loro. Poi penso alla legge anti corruzione e al reddito di cittadinanza».
Il 25 maggio del 2014, durante le votazioni per il Parlamento Europeo, con silenzio elettorale in corso, pubblicò per errore sul social network Facebook la falsa notizia secondo la quale il Viminale avrebbe dato ordine ai presidenti di seggio di annullare quante più schede del Movimento 5 Stelle; se ne scusò pubblicamente.
All'indomani della conclusione dello spoglio per le elezioni europee 2014 dichiarò: "Per un attimo abbiamo creduto che la meta fosse dietro l'angolo, la strada è lunga ma non ci spaventa. Ora non ci sono solo i Fitto, i Pittella e i Cozzolino in Europa, ci siamo anche noi e questo è un buon risultato. Noi siamo più di semplici attivisti, siamo una Comunità."
Concluderà la sua esperienza parlamentare con il 58% di presenze in aula e un disegno di legge come prima firmataria, termina il proprio mandato nel marzo 2018.